# SN 2002kl
SN 2002kl – supernowa odkryta 21 listopada 2002 roku w galaktyce A123749+6214. W momencie odkrycia miała maksymalną jasność 24,80m.